# Mignatta
Der Torpedine Semovente Rossetti, auch bekannt als Mignatta (italienisch für Blutegel), war der erste bemannte Torpedotyp der Königlich Italienischen Marine, welcher 1918 vom Major und Marineingenieur Raffaele Rossetti in Zusammenarbeit mit Oberleutnant Raffaele Paolucci konzipiert wurde.

## Entwicklungsgeschichte
Der Mignatta war ein torpedoähnlicher, nicht tauchfähiger Schwimmkörper, auf dessen Rücken zwei Mann in Schwimmanzügen im Reitersitz aufsaßen. Halt fanden sie dabei an hierfür angeschweißten Bügeln. Der militärische Einsatzzweck der Mignatta lag in unbemerkten Kommandoeinsätzen gegen Seeziele der k.u.k. Kriegsmarine  in der Adria, sowie in Angriffen auf deren Häfen und Reeden. Aufgrund der geringen Geschwindigkeit des Gefährts sollten diese bei Nacht durchgeführt werden. Der beschränkten Reichweite, die bei 8 bis 10 sm lag, wurde damit begegnet, dass der Mignatta durch ein geeignetes Boot in das Operationsgebiet gebracht wurde und von dort aus die letzte Etappe allein zurücklegte. Statt des üblichen Torpedogefechtskopfes wurde dieser durch zwei mit Magnethaftern und Zeitzündern ausgestattete Sprengkörper ersetzt, die zusammen aus 170 kg Trotyl bestanden. Die Sprengladungen konnten leicht aus dem Bug entnommen werden und wurden dann am gegnerischen Schiffsrumpf befestigt. Die beiden Piloten hatten nach Erledigung ihrer Tätigkeit die Wahl, mit dem Torpedo zum wartenden Trägerboot zurückzukehren oder, falls die Druckluft verbraucht war um eine sichere Rückkehr zu ermöglichen, sich in Gefangenschaft zu begeben.

## Einsatz
Nach mehrmonatigem Training ging der erste Mignatta in den ersten und letzten Einsatz während des Ersten Weltkriegs. Von dem Torpedoboot 65 PN vor dem k.u.k. Kriegshafen Pola gebracht, näherten sich Rossetti und Paolucci auf der Mignatta in der Nacht des 1. November 1918 unbemerkt dem österreichischen Großkampfschiff Viribus Unitis (21.370 t), das seinerzeit das modernste Österreich-Ungarns war, und brachten Haftminien an. Der Erfolg war bahnbrechend. Zum ersten Mal in der Geschichte der modernen Seefahrt konnte ein Schlachtschiff durch den Einsatz von maritimen Kleinkampfmitteln versenkt werden. Zu weiteren Einsätzen kam es bis zum zwei Tage später unterzeichneten Waffenstillstand von Villa Giusti jedoch nicht mehr, aber auch so war der Kampfwert der Mignatta erkannt worden.
Nach den Bestimmungen der Flottenkonferenz 1922 unterlag Italien, neben anderen Staaten, strengen Auflagen hinsichtlich seiner Marineeinheiten, so dass die Idee für die Weiterentwicklung bemannter Torpedos bis 1935 ruhte. Erst zu diesem Zeitpunkt nahm die italienische Marine die Konzeption erneut auf und entwickelte auf der Grundlage des Mignatta den Siluro a Lenta Corsa (SLC).